# Стошовиці (гміна)
Гміна Стошовіце (пол. Gmina Stoszowice) — сільська гміна у південно-західній Польщі. Належить до Зомбковицького повіту Нижньосілезького воєводства.
Станом на 31 грудня 2011 у гміні проживало 5555 осіб.

## Площа
Згідно з даними за 2007 рік площа гміни становила 109.82 км², у тому числі:
- орні землі: 62.00%
- ліси: 32.00%

Таким чином, площа гміни становить 13.70% площі повіту.

## Населення
Станом на 31 грудня 2011:
| Опис     | Загалом | Загалом | Чоловіки | Чоловіки | Жінки | Жінки |
| -------- | ------- | ------- | -------- | -------- | ----- | ----- |
| одиниця  | осіб    | %       | осіб     | %        | осіб  | %     |
| все      | 5555    | 100     | 2726     | 49.07    | 2829  | 50.93 |
| міське   | 0       | 100     | 0        |          | 0     |       |
| сільське | 5555    | 100     | 2726     | 49.07    | 2829  | 50.93 |

## Сусідні гміни
Гміна Стошовіце межує з такими гмінами: Бардо, Дзержонюв, Клодзко, Нова Руда, Пілава-Ґурна, Зомбковіце-Шльонське.